# Sagly-Baschi-Kultur
| Prähistorische Kulturen Russlands |                         |
| Mittelsteinzeit                   |                         |
| Kunda-Kultur                      | 7400–6000 v. Chr.       |
| Jungsteinzeit                     |                         |
| Bug-Dnister-Kultur                | 6500–5000 v. Chr.       |
| Dnjepr-Donez-Kultur               | 5500–4000 v. Chr.       |
| Sredny-Stog-Kultur                | 4500–3500 v. Chr.       |
| Jekaterininka-Kultur              | 4300–3700 v. Chr.       |
| Kammkeramische Kultur             | 4200–2000 v. Chr.       |
| Fatjanowo-Kultur                  | um 2500 v. Chr.         |
| Kupfersteinzeit                   |                         |
| Nordkaspische Kultur              |                         |
| Kurgankultur                      | 5000–3000 v. Chr.       |
| Samara-Kultur                     | um 5000 v. Chr.         |
| Chwalynsk-Kultur                  | 5000–4500 v. Chr.       |
| Botai-Kultur                      | 3700–3100 v. Chr.       |
| Jamnaja-Kultur                    | 3600–2300 v. Chr.       |
| Afanassjewo-Kultur                | 3500–2500 v. Chr.       |
| Ussatowe-Kultur                   | 3300–3200 v. Chr.       |
| Glaskowo-Kultur                   | 3200–2400 v. Chr.       |
| Bronzezeit                        |                         |
| Poltavka-Kultur                   | 2700–2100 v. Chr.       |
| Potapovka-Kultur                  | 2500–2000 v. Chr.       |
| Katakombengrab-Kultur             | 2500–2000 v. Chr.       |
| Abaschewo-Kultur                  | 2500–1800 v. Chr.       |
| Sintaschta-Kultur                 | 2100–1800 v. Chr.       |
| Okunew-Kultur                     | um 2000 v. Chr.         |
| Samus-Kultur                      | um 2000 v. Chr.         |
| Andronowo-Kultur                  | 2000–1200 v. Chr.       |
| Susgun-Kultur                     | um 1700 v. Chr.         |
| Srubna-Kultur                     | 1600–1200 v. Chr.       |
| Kolchis-Kultur                    | 1700–600 v. Chr.        |
| Begasy-Dandybai-Kultur            | um 1300 v. Chr.         |
| Karassuk-Kultur                   | um 1200 v. Chr.         |
| Ust-Mil-Kultur                    | um 1200–500 v. Chr.     |
| Koban-Kultur                      | 1200–400 v. Chr.        |
| Irmen-Kultur                      | 1200–400 v. Chr.        |
| Spätirmen-Kultur                  | um 1000 v. Chr.         |
| Plattengrabkultur                 | um 1300–300 v. Chr.     |
| Aldy-Bel-Kultur                   | 900–700 v. Chr.         |
| Eisenzeit                         |                         |
| Baitowo-Kultur                    |                         |
| Tagar-Kultur                      | 900–300 v. Chr.         |
| Nosilowo-Gruppe                   | 900–600 v. Chr.         |
| Ananino-Kultur                    | 800–300 v. Chr.         |
| Tasmola-Kultur                    | 700–300 v. Chr.         |
| Gorochowo-Kultur                  | 600–200 v. Chr.         |
| Sagly-Baschi-Kultur               | 500–300 v. Chr.         |
| Jessik-Beschsatyr-Kultur          | 500–300 v. Chr.         |
| Pasyryk-Stufe                     | 500–300 v. Chr.         |
| Sargat-Kultur                     | 500 v. Chr.–400 n. Chr. |
| Kulaika-Kultur                    | 400 v. Chr.–400 n. Chr. |
| Tes-Stufe                         | 300 v. Chr.–100 n. Chr. |
| Schurmak-Kultur                   | 200 v. Chr.–200 n. Chr. |
| Taschtyk-Kultur                   | 100–600 n. Chr.         |
| Tschernjachow-Kultur              | 200–500 n. Chr.         |

Die Sagly-Baschi-Kultur folgte der Aldy-Bel-Kultur und bestand etwa vom 5. bis zum 3. Jahrhundert v. Chr. im sibirischen Tuwa.
Sämtliches Fundgut der Sagly-Baschi-Kultur stammt – wie in anderen antiken Kulturen aus Tuwa und dem benachbarten Altai – aus Gräbern; Siedlungen sind bislang nicht bekannt. 
Die Toten der Sagly-Baschi-Kultur wurden in flachen Steinkurganen in Steinkisten oder Bohlenkammern bestattet. Die Toten lagen – so weit nachweisbar, mumifiziert – in hockender Stellung auf der linken Seite; es wurden gewöhnlich mehrere Bestattungen in ein einzelnes Grab gelegt. Kurgane wurden oft zu größeren, planmäßig angelegten Kurgangruppen zusammengefasst. 
Die Keramik zeigt verschiedene Formen: große, steilwandige Töpfe, bauchige Töpfe mit Zylinderhals, Flaschen u. a. Als Verzierungen dienten Ritzungen, aber auch plastische Leisten, aus denen verschiedene Ornamente zusammengesetzt wurden. 
In den Metallerzeugnissen zeigen sich einige Unterschiede zur Aldy-Bel-Kultur, so zeigten sich nun auch die typisch skythischen Akinakai. Eine Besonderheit stellen kleine goldene Tierfiguren dar, die sowohl Säugetiere als auch Vögel darstellen können. 
Die Wirtschaft der Sagly-Baschi-Kultur beruhte, wie Knochenfunde in Gräbern zeigen, auf der Viehzucht; die reichen Erzvorkommen ermöglichten darüber hinaus Kupfererzabbau.
Im 2. Jahrhundert v. Chr. folgte die Schurmak-Kultur.